# 全日本だるま研究会
全日本だるま研究会は、日本の文化であるだるま好きが集まる同好会である。会員は約70名で、だるまをコレクションしている蒐集家や愛好家、だるま製作者、研究家、学芸員などから構成される。公式キャラクターは山田るま。会長である中村氏の「だるまコレクション」では、各地域から収集した「だるま」の写真が収められ、地域名にて検索が可能である。全日本だるま研究会による総合的に日本の「だるま」を紹介するサイトの誕生が待たれる。

## 主な活動
- 『だるま』[2]ISSN 0918-0095 を1991年-発行
- 会報誌『だるまニュース』を年４回発行
- 年に１度、全国大会として、だるまの産地を訪ねる旅行を開催
- 岩手日報にて「だるまさん　つつうらうら」2014年6月15日より全12回連載

## 出版書籍
- 『だるまさんとは何者だ! : 早わかりミニミニ事典』 全日本だるま研究会 編　1991
- 『達磨詳説』今泉実兵、全日本だるま研究会 1992.3 非売品[3]
- 旅で拾うだるまの珍々ばなし　青山昭美 著　全日本だるま研究会 1993.12
- だるまさんとは何者だ! : 早わかりミニミニ事典　全日本だるま研究会 編　全日本だるま研究会 1993.12

## 参考動画
- 「だるまコレクターの中村さん」（当会の会長）
- 全日本だるま研究会（の様子）